# Клиника на третия етаж
„Клиника на третия етаж“ е български 35-сериен телевизионен игрален филм (медицински ситком) на режисьора Николай Акимов, по сценарий на Николай Акимов, Мила Георгиева, Александър Косев, Мила Петкова, Богдан Рангелов и Людмил Станев. Музиката във филма е композирана от Асен Аврамов и Васил Пармаков. Оператори са Иван Тонев и Денолюб Николов.
Първи и втори сезон на сериала са излъчени по Канал 1 през 1999 – 2000 г., а трети сезон – по обновения БНТ 1 през 2010 г.

## Актьорски състав
| Роля                                                                                                   | Изпълнител                              |
| --- | --------------------------------------- |
| доктор Александър Филипов (Сашо), акушер-гинеколог (в 35 серии: от I до XXXV вкл.)                     | Александър Косев                        |
| доктор Едуард Томасян (Тома), вътрешни болести (в 35 серии: от I до XXXV вкл.)                         | Христо Мутафчиев                        |
| доктор Елена Радева - Шен, психиатър (в 35 серии: от I до XXXV вкл.)                                   | Стефания Колева                         |
| Габриела Доковска, мед. сестра (в 35 серии: от I до XXXV вкл.)                                         | Рени Врангова                           |
| професор Филипов, акушер-гинеколог, баща на д-р Александър Филипов (в 2 серии: I, IX)                  | Кирил Кавадарков                        |
| Ценка Филипова, майка на д-р Филипов (в 1 серия: I)                                                    | Жоржета Чакърова                        |
| леля Минерва Зюмбюлска (в 10 серии: I, II, III, IV, VI, VIII, IX, X, XI, XVII)                         | Мария Русалиева                         |
| сутеньор, шеф на мутри (в 3 серии: I, II, XI)                                                          | Красимир Ранков                         |
| (в 2 серии: I, XIX)                                                                                    | Веселин Ранков                          |
| (в 3 серии: I, II, XI)                                                                                 | Руси Люцканов                           |
| (в 1 серия: I)                                                                                         | Иван Стойчев                            |
| циганин (в 1 серия: I)                                                                                 | Башар Рахал                             |
| (в 1 серия: I)                                                                                         | Кристина Янева                          |
| (в 1 серия: I)                                                                                         | Албена Колева                           |
| о. з. полк. Филипов, чичо на Сашо (в 5 серии: II, VIII, XI, XXI, XXIII)                                | Никола Рударов                          |
| (в 1 серия: II)                                                                                        | Ненчо Илчев                             |
| (в 1 серия: II)                                                                                        | Валентин Гошев                          |
| (в 1 серия: II)                                                                                        | Валентин Вълчев                         |
| Диана (в 8 серии: II, XII, XV, XXII, XXVI, XXVII, XXXI, XXXV)                                          | Диана Цолевска                          |
| Стефан (в 3 серии: III, VI, X)                                                                         | Александър Воронов                      |
| Стефан (в 11 серии: III, VI, XV, XVI, XXIII, XXV, XXVI, XXIX, XXXI, XXXIII, XXXV)                      | Стефан Денолюбов                        |
| младоженецът (в 2 серии: III, X)/ хотелиера (в 1 серия: XXVIII)                                        | Георги Къркеланов                       |
| (в 3 серии: III, VIII, XXII)/ пациентка 1 (в 1 серия: XXX)                                             | Жанет Радулова                          |
| крадецът (в 1 серия: IV)                                                                               | Малин Кръстев                           |
| (в 1 серия: IV)                                                                                        | Йорданка Стефанова                      |
| полицай (в 3 серии: IV, XI, XXIII)                                                                     | Светозар Кокаланов                      |
| професор д-р Урумов, психоаналитик (в 7 серии: V, VIII, IX, XV, XXVII, XXXI, XXXIII)                   | Николай Урумов                          |
| Артиста (в 1 серия: XI)                                                                                | Христо Гърбов                           |
| готвач (в 2 серии: XX, XXI)/ водопроводчик (в 1 серия: XXXI)                                           | Валентин Танев                          |
| ревнивият клиент в ресторанта (в 1 серия: XXI)                                                         | Димитър Рачков                          |
| недоволната пациентка, мама Злата (в 9 серии: V, VI, IX, X, XII, XV, XVI, XVII, XXIII)                 | Златина Тодева                          |
| (в 1 серия: V)                                                                                         | Максим Генчев                           |
| Елена Радева, тъщата (в 9 серии: V, XXI, XXIV, XXV, XXVI, XXVIII, XXX, XXXI, XXXV)                     | Анета Сотирова                          |
| (в 1 серия: V)                                                                                         | Стефан Стефанов                         |
| просякът ядрен физик (в 1 серия: XIX)                                                                  | Чавдар Монов                            |
| Мария (в 1 серия: VI)                                                                                  | Таня Шахова                             |
| Шуши (в 1 серия: VII)                                                                                  | Десислава Тенекеджиева                  |
| Тя (в 1 серия: X)                                                                                      | Нона Йотова                             |
| (в 1 серия: X)                                                                                         | Явор Бинев                              |
| репортерка (в 1 серия: XI)                                                                             | Албена Александрова                     |
| (в 1 серия: XI)                                                                                        | Бойко Боянов                            |
| Жорж (в 1 серия: XII)                                                                                  | Велизар Бинев                           |
| (в 3 серии: XII, XIV, XXII)/ пациентка 3/пациентка 1 (в 2 серии: XXX, XXXIV)                           | Боряна Семерджиева                      |
| д-р Грийнпарк (в 1 серия: XIII)                                                                        | Елизабет Радева                         |
| (в 1 серия: XIV)                                                                                       | Златил Давидов                          |
| (в 1 серия: XII)                                                                                       | Благомир Алексиев                       |
| (в 1 серия: XII)                                                                                       | Лиза Шопова                             |
| (в 1 серия: XII)                                                                                       | Андрей Павлов                           |
| (в 1 серия: XIII)/ пожарникар (в 1 серия: XXXIII)                                                      | Пламен Пеев                             |
| (в 1 серия: XIII)                                                                                      | Красимир Недев                          |
| (в 1 серия: XIV)                                                                                       | Райна Кокаланова                        |
| (в 1 серия: XIV)                                                                                       | Иван Несторов                           |
| Гала (в 1 серия: XVI)                                                                                  | Карла Рахал                             |
| Гого (в 1 серия: XVI)                                                                                  | Валери Йорданов                         |
| Зюмбюлски/съпруг на пациентка (в 2 серии: XVI, XXII)                                                   | Асен Кисимов                            |
| (в 2 серии: XVII, XIX)                                                                                 | Красимир Радков                         |
| хипохондрикът (в 1 серия: XVIII)                                                                       | Васил Василев-Зуека                     |
| (в 1 серия: XVIII)/ отказващ се 1 (в 1 серия: XXXII)                                                   | Светослав Добрев                        |
| клиент на ресторанта (в 3 серии: XVIII, XX, XXI)/ анестезиолог (в 1 серия: XXVII)                      | Красимир Горанов                        |
| (в 1 серия: XIX)                                                                                       | Надя Атанасова                          |
| (в 1 серия: XIX)                                                                                       | Николай Христанов                       |
| (в 1 серия: XIX)                                                                                       | Надя Тержуманова                        |
| екстрасенс (в 2 серии: VII, XXII)                                                                      | Йордан Господинов                       |
| пациент (в 1 серия: XXII)                                                                              | Любен Чаталов                           |
| (в 1 серия: XXII)                                                                                      | Георги Спасов                           |
| (в 1 серия: XXII)                                                                                      | Инес Радулова                           |
| клиент на ресторанта (в 2 серии: XX, XXI)                                                              | Елвира Иванова                          |
| клиент на ресторанта (в 4 серии: XV, XX, XXI, XII)/ пациент (в 1 серия: XXXIII)                        | Владимир Николов                        |
| Ники (в 1 серия: XXIII)                                                                                | Станислав Стайков                       |
| (в 2 серии: XX, XXI)                                                                                   | Борислав Стоилов                        |
| (в 2 серии: XX, XXI)                                                                                   | Валери Малчев                           |
| (в 1 серия: XXIII)                                                                                     | Биляна Казакова                         |
| (в 1 серия: XXIII)                                                                                     | Найден Вучков                           |
| (в 1 серия: XXIII)                                                                                     | Елена Атанасова                         |
| (в 1 серия: XXIII)                                                                                     | Зорница Илчева                          |
| (в 1 серия: XXIII)                                                                                     | Весела Казакова                         |
| (в 1 серия: XXIII)                                                                                     | Георги Димов                            |
| (в 1 серия: XXIII)                                                                                     | Иван Цаковски                           |
| (в 1 серия: XXIII)                                                                                     | Александра Цаковска                     |
| Кенке (в 10 серии: XXIV, XXV, XXVI, XXVII, XXVIII, XXX, XXXI, XXXII, XXXIII, XXXV)                     | Аким Акимов                             |
| Джиджи (в 7 серии: XXIV, XXV, XXVI, XXVII, XXIX, XXX, XXXIV)                                           | Бианка Илич                             |
| собственика (в 1 серия: XXIV)                                                                          | Ангел Георгиев                          |
| студентка (в 2 серии: XXIV, XXV)/ пациентка (в 1 серия: XXVII)                                         | Евдокия Георгиева                       |
| пациентка (в 3 серии: XXIV, XXV, XXVII)                                                                | Велина Накова                           |
| Тони (в 2 серии: XXIV, XXV)                                                                            | Антон Кантарджиев                       |
| Данчо (в 2 серии: XXIV, XXV)                                                                           | Йордан Банков                           |
| пациентка (в 2 серии: XXIV, XXV)/ санитарка (в 1 серия: XXVII)                                         | Катя Маринова                           |
| Спас (в 2 серии: XXIV, XXV)/ арабин (в 1 серия: XXVIII)/ барман (в 1 серия: XXXII)                     | Спас Спасов                             |
| Гълъба (в 1 серия: XXV)                                                                                | Димитър Димитров                        |
| проверяващ (в 1 серия: XXV)/ инспектор (в 1 серия: XXXII)                                              | Стефан Щерев – Чечо (като Стефан Щерев) |
| г-жа Митева (в 1 серия: XXVI)                                                                          | Силвия Лулчева                          |
| Лора (в 4 серии: XXVI, XXIX, XXX, XXXII)                                                               | Станислава Коцева                       |
| Алекс (в 1 серия: XXVI)                                                                                | Алекс Трайков                           |
| Тези (в 1 серия: XXVI)                                                                                 | Теодор Димитров                         |
| Рали (в 1 серия: XXVI)                                                                                 | Ралица Димитрова                        |
| пациентка (в 1 серия: XXVI)                                                                            | Весела Банзуркова                       |
| репортер (в 1 серия: XXVII)                                                                            | Антоний Аргиров                         |
| клиент (в 1 серия: XXVI)                                                                               | Златко Попзлатев                        |
| санитар (в 1 серия: XXVII)                                                                             | Ивелин Радивоев                         |
| Пецата (Петьо) (в 4 серии: XXIX, XXX, XXXI, XXXV)                                                      | Станимир Гъмов                          |
| Фицата (в 5 серии: XXIX, XXX, XXXI, XXXIV, XXXV)                                                       | Петър Калчев                            |
| Майкъл Джексън (в 1 серия: XXIX)/ пациент 1 (в 1 серия: XXXV)                                          | Светослав Клинчаров                     |
| момиче (в 1 серия: XXIX)/ пациентка 2 (в 1 серия: XXXV)                                                | Йоана Стоянова                          |
| девойка (в 1 серия: XXIX)/ пациентка 3 (в 1 серия: XXXV)                                               | Нина Николова                           |
| пациентка (в 2 серии: XXIX, XXXIV)/ пациентка с тик (в 1 серия: XXVIII)/ пациентка 1 (в 1 серия: XXXV) | Биляна Станилова                        |
| американец (в 1 серия: XXVIII)/ пациент (в 1 серия: XXXIV)                                             | Владко Николов/Владо Николов            |
| китаец (в 1 серия: XXVIII)                                                                             | Станимир Тамахкяров                     |
| мацката (в 1 серия: XXX)                                                                               | Ирина Андреева                          |
| мутрата (в 2 серии: XXX, XXXII)                                                                        | Антон Карабашев                         |
| пациентка 2 (в 1 серия: XXX)                                                                           | Роза Милева                             |
| отказващ се 2 (в 1 серия: XXXII)                                                                       | Валерия Кардашевска                     |
| отказващ се 3 (в 1 серия: XXXII)                                                                       | Свежен Младенов                         |
| таксиметров шофьор (в 1 серия: XXXIII)                                                                 | Иван Петрушинов                         |
| Анастасия (в 1 серия: XXXIII)                                                                          | Биляна Петринска                        |
| бащата (в 1 серия: XXXIII)                                                                             | Теодор Елмазов                          |
| президента на НЗОК (в 1 серия: XXXIII)/ инспектор от НЗОК (в 1 серия: XXXV)                            | Злати Попзлатев                         |
| полицай (в 1 серия: XXXIII)                                                                            | Николай Додов                           |
| бременната (в 1 серия: XXXIII)                                                                         | Христина Караиванова                    |
| асансьорен техник (в 1 серия: XXXIV)                                                                   | Борислав Захариев                       |
| мацката (в 1 серия: XXXIV)                                                                             | Снежана Симеонова                       |
| мутрата (в 1 серия: XXXIV)                                                                             | Васил Златарев                          |
| режисьор (в 1 серия: XXXIV)                                                                            | Иван Тонев                              |
| пациент 2 (в 1 серия: XXXV)                                                                            | Теодор Добрев                           |

## Сезон 1
Родителите на Сашо заминават в Лондон и му предоставят апартамента си, за да отвори в него частна клиника. Към Сашо (акушер-гинеколог) се присъединяват колегите му доктор Едуард Томасян (вътрешни болести), доктор Елена Радева-Шен (психиатър), както и медицинската сестра и секретарка на клиниката Габриела Доковска.
Доктор Томасян се самоизбира за шеф на клиниката. Двамата с Елена винаги са в конфликт, особено след като тя по погрешка разваля негово алиби пред жена му. Тома убеждава Сашо да отмъстят на Елена. Габи получава анонимно обаждане, че в клиниката има бомба. Викат специалист сапьор, който се оказва далтонист.

## Сезон 2
Габи научава, че пристигат данъчни инспектори, а Тома се опитва да измисли как с колегите му да изкръшкат от данъците. Техен бивш състудент доносничи в министерството, че тъй като при тях не лежат болни, клиниката им трябва да бъде преименувана на поликлиника и санкционирана. Тома, Елена, Сашо и Габи успяват да измамят проверяващия от министерството. Вместо да отидат на почивка през лятото, Тома убеждава колегите си да поемат временно един ресторант наблизо, но работата се оказва много по-сложна от очакваното.

## Сезон 3
Минали са десет години от последната среща на приятелите. Тома купува помещение за нова клиника с парите на Елена. Сашо разбира, че Тома и Елена са сгодени, а те се запознават със сина му от Диана - Кенке. Габи отново е наета за медицинска сестра и рецепционистка. В клиниката започва работа и Джиджи, козметичка. Елена постоянно подозира, че Тома ѝ изневерява с нея. Сашо и Габи излизат няколко пъти, но той е принуден да се събере отново с Диана.

## Епизоди
| Сезони 1-2 (1999-2000) | Сезони 1-2 (1999-2000)                   | Сезони 1-2 (1999-2000) | Сезони 1-2 (1999-2000)                  | Сезон 3 (2010) | Сезон 3 (2010)                  |
| ---------------------- | ---------------------------------------- | ---------------------- | --------------------------------------- | -------------- | ------------------------------- |
| 1.                     | Клиниката започва работа (1999)          | 13.                    | IQ test (тест за интелигентност) (1999) | 24.            | 10 години по-късно (първа част) |
| 2.                     | Чичото                                   | 14.                    | Чорапите са си мои (2000)               | 25.            | 10 години по-късно (втора част) |
| 3.                     | Ехограф                                  | 15.                    | Позитивно мислене                       | 26.            | Бащини грижи                    |
| 4.                     | Крадец                                   | 16.                    | Гладиатор                               | 27.            | Салон за красота                |
| 5.                     | Параноя                                  | 17.                    | Завинаги                                | 28.            | Чужденците                      |
| 6.                     | Секстелефон                              | 18.                    | Хипохондрикът                           | 29.            | Сомнамбули                      |
| 7.                     | Афродизиак                               | 19.                    | Данъчна проверка                        | 30.            | Сексуална дискриминация         |
| 8.                     | Коварно заболяване (първа част)          | 20.                    | Какво ще обичате?                       | 31.            | Вода                            |
| 9.                     | Коварно заболяване (втора част)          | 21.                    | Завръщането на Ч.                       | 32.            | Забраната                       |
| 10.                    | Мъжки дефект                             | 22.                    | Операция Де                             | 33.            | Петък 13-и                      |
| 11.                    | Петък 13-и                               | 23.                    | Подарък за Коледа                       | 34.            | Заседнали                       |
| 12.                    | Психоанализа (една история с три извода) |                        |                                         | 35.            | Животът е сън                   |

## Продукция
В заставката на сериала се показва Джаковата къща в Пловдив. Снимките са в София.